# Comte del patrimoni
En l'administració del regne visigot, el comte del patrimoni (comes patrimonii) era el funcionari reial encarregat de l'administració del patrimoni reial (és a dir, no personal).
Les dues tresoreries existents (la del prefecte del pretori i la de la Res privata) estaven segurament unificades en el vèrtex de la piràmide, sota la direcció d'aquest comte, que era el successor del funcionari imperial que portava el títol de comes rei privatae. Es creu que els comtes del patrimoni eren romans. Nomenaven uns funcionaris anomenats «numeraris» encarregats de recaptar per al govern central en les terres reials.